# Винко Величковић
Винко Величковић (Пирот, 1949) српски је пчелар и пољопривредник.
Пуно име: Винко Величковић
Датум рођења: 1949 (75/76 год.)
Место рођења: Пирот, ФНР Југославија
Винко Величковић рођен је 1949. године у Пироту. Тренутно се бави пчеларством и пољопривредом. Супруга му је Гоца Величковић (1951-) и има сина Дејана (1973-), лекара. Величковић је 15. октобра 2017. давао изјаву нешто о давању крви.
1. ↑  Величковић, Дуња (2024-05-17). „ИНТЕРНЕТ ГЕНЕРАЦИЈA КАО АКТЕР ДИГИТАЛНE ЕКОНОМИЈE И УМРЕЖЕНОГ ДРУШТВА СА ПОСЕБНИМ ОСВРТОМ НА ФРИЛЕНСЕРЕ”. БАЛКАНСКЕ СИНТЕЗЕ. 11 (1): 49—61. ISSN 2406-1190. doi:10.46630/bs.1.2024.04.